# آينبو: روح الأمازون
آينبو: روح الأمازون أو آينبو (بالإنجليزية: Ainbo: Spirit of the Amazon)‏ هو فيلم رسوم متحركة بالكمبيوتر من إنتاج تونش فيلمس وكول بينز عام 2021. الفيلم من إخراج خوسيه زيلادا وريتشارد كلاوس وبطولة لولا راي، رينيه موجيكا، نعومي سيرانو، أليخاندرا جولاس، برناردو دي باولا وجو هيرنانديز.

## قصة
يتناول العمل المغامرة الملحمية لفتاة تُدعى آينبو، والتي تنطلق في رحلتها رفقة أصدقائها حيوان الأرماديلو فاكا، وحيوان التابير فاكا، حيث يسعون لإنقاذ قومهم في غابات الأمازون.

## الصدور
تلقى الفيلم نسبة تأييد 56% من المراجعات على موقع الطماطم الفاسدة بنائاً على 9 مراجعة نقدية، مع متوسط تقييم 10/5.30.

## الميزانية والإيرادات
بلغت تكلفة إنتاج الفيلم حوالي 10 مليون دولار بينما حقق إيرادات تقدر بـ 9.7 مليون دولار.

## وصلات خارجية
- آينبو: روح الأمازون على موقع IMDb (الإنجليزية)
- آينبو: روح الأمازون على موقع ألو سيني (الفرنسية)
- آينبو: روح الأمازون على موقع فيلمافينيتي (الإسبانية)
- آينبو: روح الأمازون على موقع قاعدة بيانات الأفلام السويدية (السويدية)
- آينبو: روح الأمازون على موقع قاعدة بيانات الفيلم (الإنجليزية)
- آينبو: روح الأمازون على موقع ليتربوكسد (الإنجليزية)
- آينبو: روح الأمازون على موقع كينوبويسك (الروسية)